# Single numer jeden w roku 2007 (Węgry)
2007 – dziewiąty rok, w którym było prowadzone zestawienie najlepiej sprzedających się singli na Węgrzech. Lista była tworzona na podstawie wyników sprzedażowych w sklepach, a od czerwca uwzględniała również digital download.

## Historia notowania
| Data publikacji | Utwór                     | Wykonawca              | Źródło |
| --------------- | ------------------------- | ---------------------- | ------ |
| 1 stycznia      | „Magyarország”            | Egyesült Hangok        | [ 2 ]  |
| 8 stycznia      | „Magyarország”            | Egyesült Hangok        | [ 3 ]  |
| 15 stycznia     | „Magyarország”            | Egyesült Hangok        | [ 4 ]  |
| 22 stycznia     | „Magyarország”            | Egyesült Hangok        | [ 5 ]  |
| 29 stycznia     | „Magyarország”            | Egyesült Hangok        | [ 6 ]  |
| 5 lutego        | „Magyarország”            | Egyesült Hangok        | [ 7 ]  |
| 12 lutego       | „Magyarország”            | Egyesült Hangok        | [ 8 ]  |
| 19 lutego       | „Magyarország”            | Egyesült Hangok        | [ 9 ]  |
| 26 lutego       | „Magyarország”            | Egyesült Hangok        | [ 10 ] |
| 5 marca         | „Magyarország”            | Egyesült Hangok        | [ 11 ] |
| 12 marca        | „Magyarország”            | Egyesült Hangok        | [ 12 ] |
| 19 marca        | „Magyarország”            | Egyesült Hangok        | [ 13 ] |
| 26 marca        | „Minden most kezdődik el” | Ákos                   | [ 14 ] |
| 2 kwietnia      | „Minden most kezdődik el” | Ákos                   | [ 15 ] |
| 9 kwietnia      | „Minden most kezdődik el” | Ákos                   | [ 16 ] |
| 16 kwietnia     | „Minden most kezdődik el” | Ákos                   | [ 17 ] |
| 23 kwietnia     | „Minden most kezdődik el” | Ákos                   | [ 18 ] |
| 30 kwietnia     | „Minden most kezdődik el” | Ákos                   | [ 19 ] |
| 7 maja          | „Minden most kezdődik el” | Ákos                   | [ 20 ] |
| 14 maja         | „Minden most kezdődik el” | Ákos                   | [ 21 ] |
| 21 maja         | „Minden most kezdődik el” | Ákos                   | [ 22 ] |
| 28 maja         | „Minden most kezdődik el” | Ákos                   | [ 23 ] |
| 4 czerwca       | „Minden most kezdődik el” | Ákos                   | [ 24 ] |
| 11 czerwca      | „Minden most kezdődik el” | Ákos                   | [ 25 ] |
| 18 czerwca      | „Minden most kezdődik el” | Ákos                   | [ 26 ] |
| 25 czerwca      | „Minden most kezdődik el” | Ákos                   | [ 27 ] |
| 2 lipca         | „Minden most kezdődik el” | Ákos                   | [ 28 ] |
| 9 lipca         | „Minden most kezdődik el” | Ákos                   | [ 29 ] |
| 16 lipca        | „Minden most kezdődik el” | Ákos                   | [ 30 ] |
| 23 lipca        | „Minden most kezdődik el” | Ákos                   | [ 31 ] |
| 30 lipca        | „Minden most kezdődik el” | Ákos                   | [ 32 ] |
| 6 sierpnia      | „Minden most kezdődik el” | Ákos                   | [ 33 ] |
| 13 sierpnia     | „Minden most kezdődik el” | Ákos                   | [ 34 ] |
| 20 sierpnia     | „Minden most kezdődik el” | Ákos                   | [ 35 ] |
| 27 sierpnia     | „Amaranth”                | Nightwish              | [ 36 ] |
| 3 września      | „Minden most kezdődik el” | Ákos                   | [ 37 ] |
| 10 września     | „Amaranth”                | Nightwish              | [ 38 ] |
| 17 września     | „Minden most kezdődik el” | Ákos                   | [ 39 ] |
| 24 września     | „Minden most kezdődik el” | Ákos                   | [ 40 ] |
| 1 października  | „Minden most kezdődik el” | Ákos                   | [ 41 ] |
| 8 października  | „Minden most kezdődik el” | Ákos                   | [ 42 ] |
| 15 października | „Fire Walk With Me”       | Brainstorm             | [ 43 ] |
| 22 października | „Minden most kezdődik el” | Ákos                   | [ 44 ] |
| 29 października | „Minden most kezdődik el” | Ákos                   | [ 45 ] |
| 5 listopada     | „Minden most kezdődik el” | Ákos                   | [ 46 ] |
| 12 listopada    | „Minden most kezdődik el” | Ákos                   | [ 47 ] |
| 19 listopada    | „Minden most kezdődik el” | Ákos                   | [ 48 ] |
| 26 listopada    | „Minden most kezdődik el” | Ákos                   | [ 49 ] |
| 3 grudnia       | „Minden most kezdődik el” | Ákos                   | [ 50 ] |
| 10 grudnia      | „Szeplős váll”            | Magashegyi Underground | [ 51 ] |
| 17 grudnia      | „Minden most kezdődik el” | Ákos                   | [ 52 ] |
| 24 grudnia      | „Minden most kezdődik el” | Ákos                   | [ 53 ] |